# 陳日燏
陈日燏（越南语：／；1255年—1330年），越南陈朝宗室、將領。
陈日燏是陈太宗第六子。他是陳聖宗的弟弟，封昭文王（越南语：／）。他博学多识，受到父亲赏识。
陈日燏在元越战争中擔任大将，投奔越南陳朝的南宋遺民都歸於他的麾下。1285年，他率領部眾在鹹子關（今興安省文江縣鹹子社）擊敗了元軍的進攻，成為這場戰爭的轉折點。
興道王陳國峻逝世後，陳日燏被陈英宗任命为执政大臣，與范五老並執朝政。執政期間，多次鎮壓越南北部的叛亂，並征討哀牢（今寮國）。1314年，陳英宗退位為太上皇，奉命繼續輔佐陳明宗。1330年去世，终年75岁。

## 親屬
- 父：陳太宗
- 嫡母：順天皇后李氏莹
- 兄：
  - 皇太子陳鄭
  - 靖國王陳國康（安生王陳柳之子）
  - 陳晃（即陳聖宗）
  - 昭道王陈光昶
  - 昭國王陳益稷
  - 昭明王陳光啓
  - 平原王陳日永